# نیتزان (آستراخان)
نیتزان (به لاتین: Nitzan) یک منطقهٔ مسکونی در روسیه است که در استان آستراخان واقع شده‌است.